# Polijodid
A polijodidok kizárólag jódot tartalmazó polihalogenidionok. 
Leggyakoribb és legegyszerűbb tagjuk a trijodidion (I−3). További, nagyobb polijodidok a I2−4, a I−5, a I2−6, a I−7, az I2−8, a I−9, a I2−10, a I4−10, az I3−11, a I2−12, a I3−13, a I4−14, a I2−16, a I4−22, a I2−26, az I4−28 és a I3−29. Ezek mind I−, I2 és I−3 egységek reakciójával alakulnak ki.

## Előállítás
A polijodidok előállíthatók I−- és I−3-tartalmú oldatokhoz jód hozzáadásával az őket stabilizáló nagy kationokkal. Például a KI3·H2O telített KI-oldatból kristályosítható I2 hozzáadásával és hűtéssel.

## Szerkezet

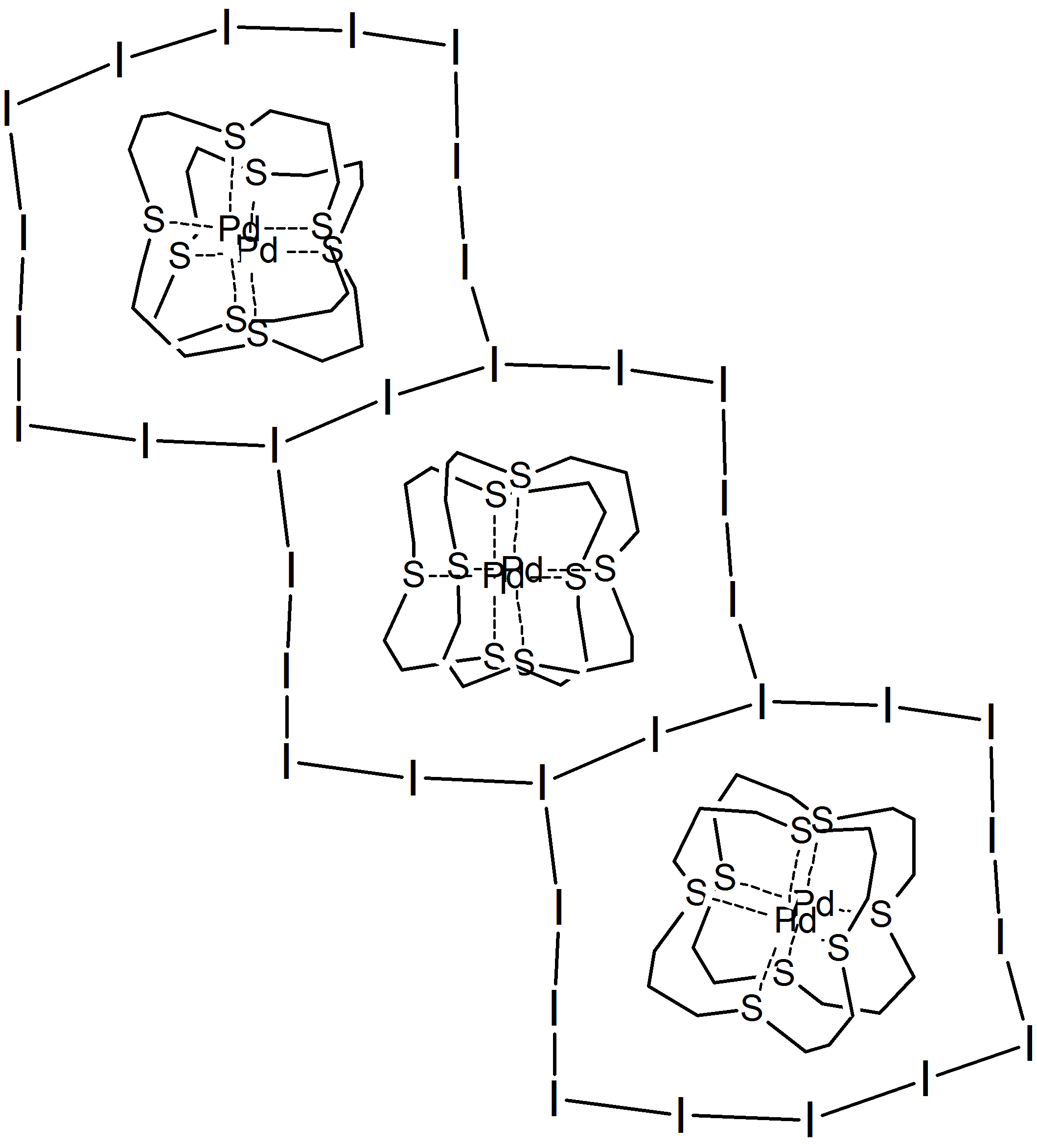
14 tagú jódgyűrű a [([16]ánS_{4})PdIPd([16]ánS_{4})I_{11}-ben

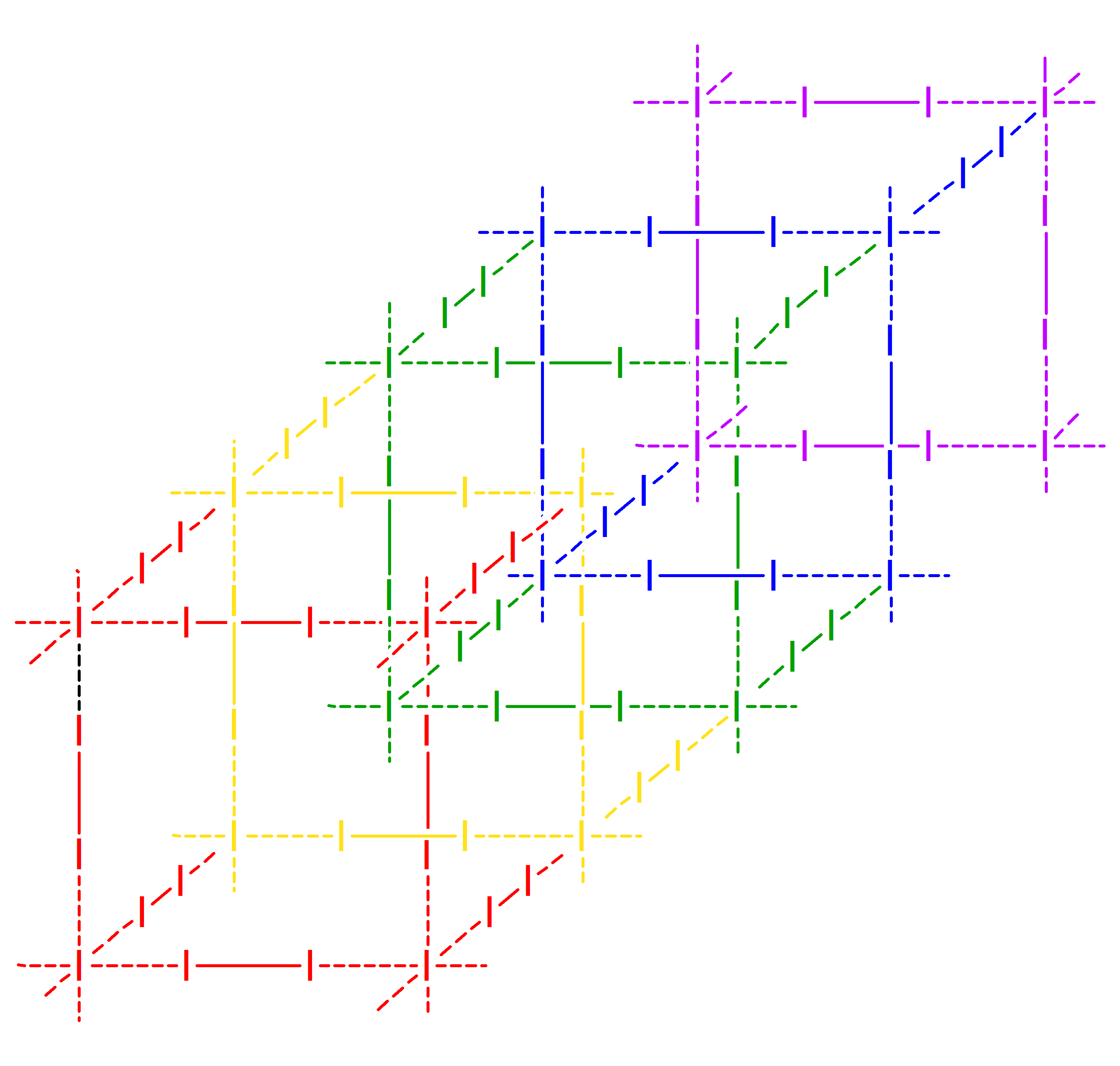
A jodidionok és az I_{2} molekulák ionhídja a (Cp*_{2}Fe)_{4}I_{26}-ban

A polijodidokat erősen összetett és változó szerkezetek jellemzik, és tekinthetők I2, I− és I−3 egységek asszociáltjainak. Az egyes polijodidok általában lineárisak, ami az ion eredetére utal. Az összetettebb 2 vagy 3 dimenziós hálózatok az egyes ionok kölcsönhatásával jönnek létre, alakjuk a megfelelő kationoktól erősen függ. Az alábbi táblázat a szerkezetileg jellemzett polijodidion-vegyületeket tartalmazza megfelelő kationokkal.

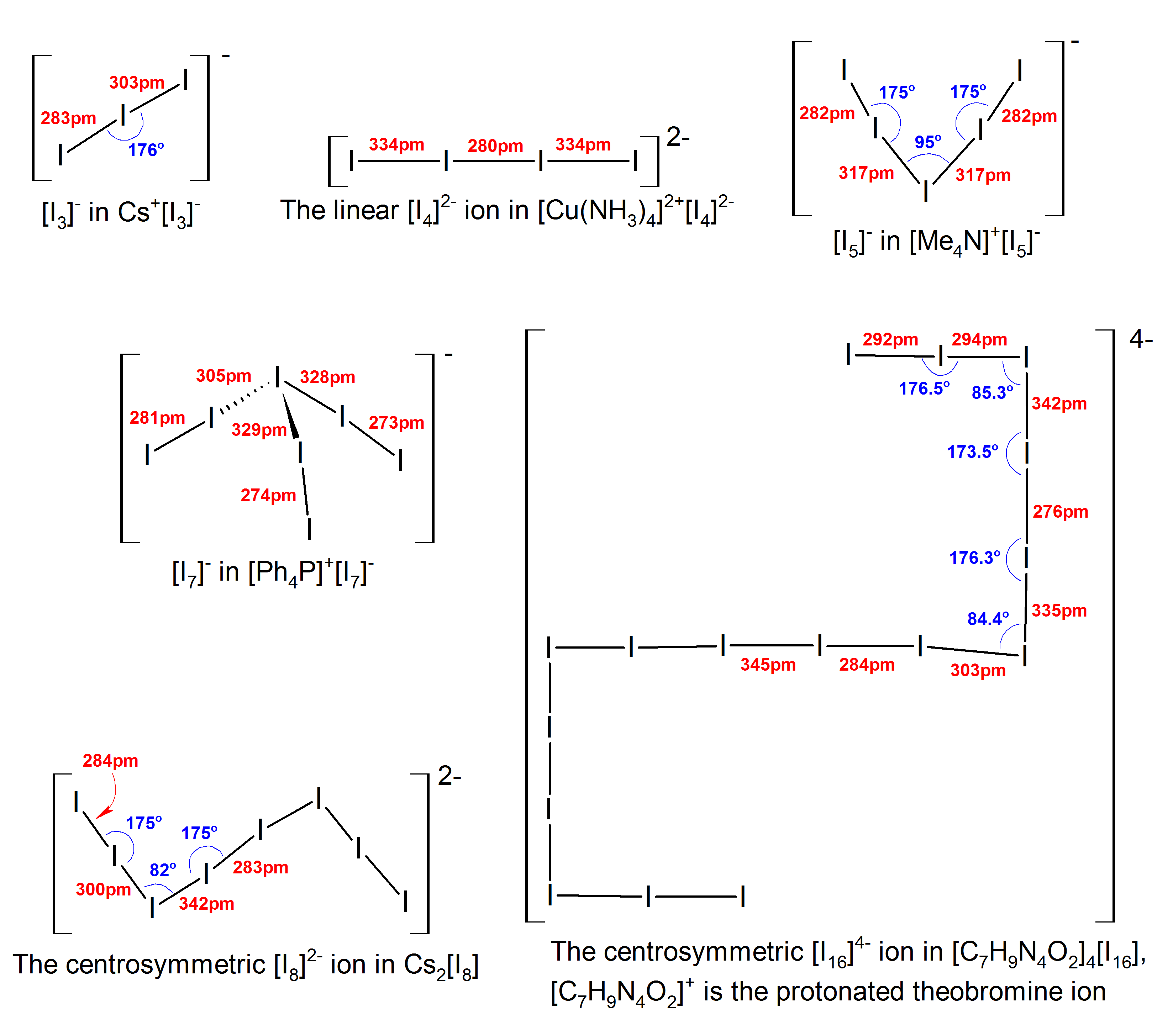
Structures of some polyiodide ions.

| Anion  | Kation                           | Szerkezet |
| ------ | -------------------------------- | --- |
| I−3    | Cs+, (C4H9)4N+                   | lineáris |
| I2−4   | Cu(NH3)2+4                       | szimmetrikus lineáris                                                                                                   |
| I−5    | EtMe3N+                          | V alakú, polimerrétegekkel                                                                                              |
| I−5    | EtMePh2N+                        | V alakú elkülönülő I−5 ionokkal                                                                                         |
| I2−6   | (NH3(CH2)8NH3)2+                 | majdnem lineáris |
| I−7    | Ag(18aneS6)+                     | anionos hálózat romboéderes jodidionráccsal, köztük I2 molekulákkal                                                     |
| I2−8   | Niphen2+3                        | szabályos anionalakok, I−3·I2·I−3 vagy I−3·I−5-ként is leírható.                                                        |
| I−9    | Me2(C2H4CH3)PhN+                 | 14 tagú gyűrű két I2-híddal összekapcsolva, 10 tagú gyűrűket adva                                                       |
| I−9    | Me4N+                            | csavart „H”-szerű elrendezés I−3 és I2 egységekből                                                                      |
| I2−10  | Cd(12-korona-4)2+2; teofillínium | csavart gyűrű két I−3 egységgel, melyeket két I2 kapcsol össze                                                          |
| I3−11  | 16aneS4PdIPd(16aneS4)3+          | 14 tagú gyűrű (a kation körül 9,66 · 12,64 Å), a gyűrűk egymással is kapcsolódnak végtelen lapot adva                   |
| I2−12  | Ag2(15aneS5)2+2                  | 3D-s spirálszerkezet, melyet Ag–I kötések és gyenge I···S kapcsolatok erősítenek                                        |
| I2−12  | Cu(Dafone)2+3                    | síkalkatú |
| I3−13  | Me2Ph2N+                         | I− és I2 cikkcakkos láncából áll                                                                                        |
| I4−14  | 4,4′-bipiridínium                | dupla horgony (I−3·I2·I−·I2·I−·I2·I−3)                                                                                  |
| I2−16  | Me2Ph2N+                         | I−7·I2·I−7 középpontosan szimmetrikus elrendezésben                                                                     |
| I2−16  | iPrMe2PhN+                       | 14 tagú gyűrűk összekapcsolva I2-molekulákkal, melyek tovább kapcsolódnak 10 és 14 tagú gyűrűt tartalmazó rétegekbe     |
| I4−22  | MePh3P+                          | két L alakú I−5, melyeket I2 molekula kapcsol össze, a másik végén további két I−5 csoporttal                           |
| I2−26  | Me3S+                            | I−5 és I−7 ionokból áll, köztük I2 molekulákkal                                                                         |
| I4−26  | Cp*2Fe+                          | élek felén |
| I3−29  | Cp2Fe+                           | anionos 3D-s hálózat ((I−5)0,5·I2)·((I2−12)0,5·I2)·I2 szerkezettel, a Cp2Fe+ ionok az üregekben lévő anionokhoz kötnek. |
| [I∞]δ- | Pirroloperilén+•                 | Végtelen polijodid-homopolimer.                                                                                         |

## Reakciókészség
A polijodidion vegyületei általában fényérzékenyek fotokémiai jellemzőik miatt. A trijodidion (I−3 jellemző és jól ismert háromatomos rendszer egymolekulás fotodisszociációval. A polijodidot használják a perovszkitalapú fotovoltaikus anyagok szintézisének skálázhatóságának javítására.

## Vezetőképesség
A lineáris polijodidokat tartalmazó vegyületek jobb vezetőképességűek a megfelelő jodidoknál. A vezetőképességet befolyásolhatja a külső nyomás, mely változtatja a jódatomok közti távolságot és a töltéseloszlást.

## Fordítás
Ez a szócikk részben vagy egészben  a   Polyiodide című angol Wikipédia-szócikk fordításán alapul.  Az eredeti cikk szerkesztőit annak laptörténete sorolja fel. Ez a jelzés csupán a megfogalmazás eredetét és a szerzői jogokat jelzi, nem szolgál a cikkben szereplő információk forrásmegjelöléseként.